# Richard Stearman
Richard James Michael Stearman (født 19. august 1987 i Wolverhampton, England) er en engelsk fodboldspiller, der spiller som forsvarsspiller hos Huddersfield Town. Han har tidligere repræsenteret blandt andet Leicester, Wolverhampton og Sheffield United.

## Landshold
Stearman har (pr. april 2018) endnu ikke optrådt for Englands A-landshold, men spillede flere kampe for landets U-21 hold.